# 上羅斯胡夫山

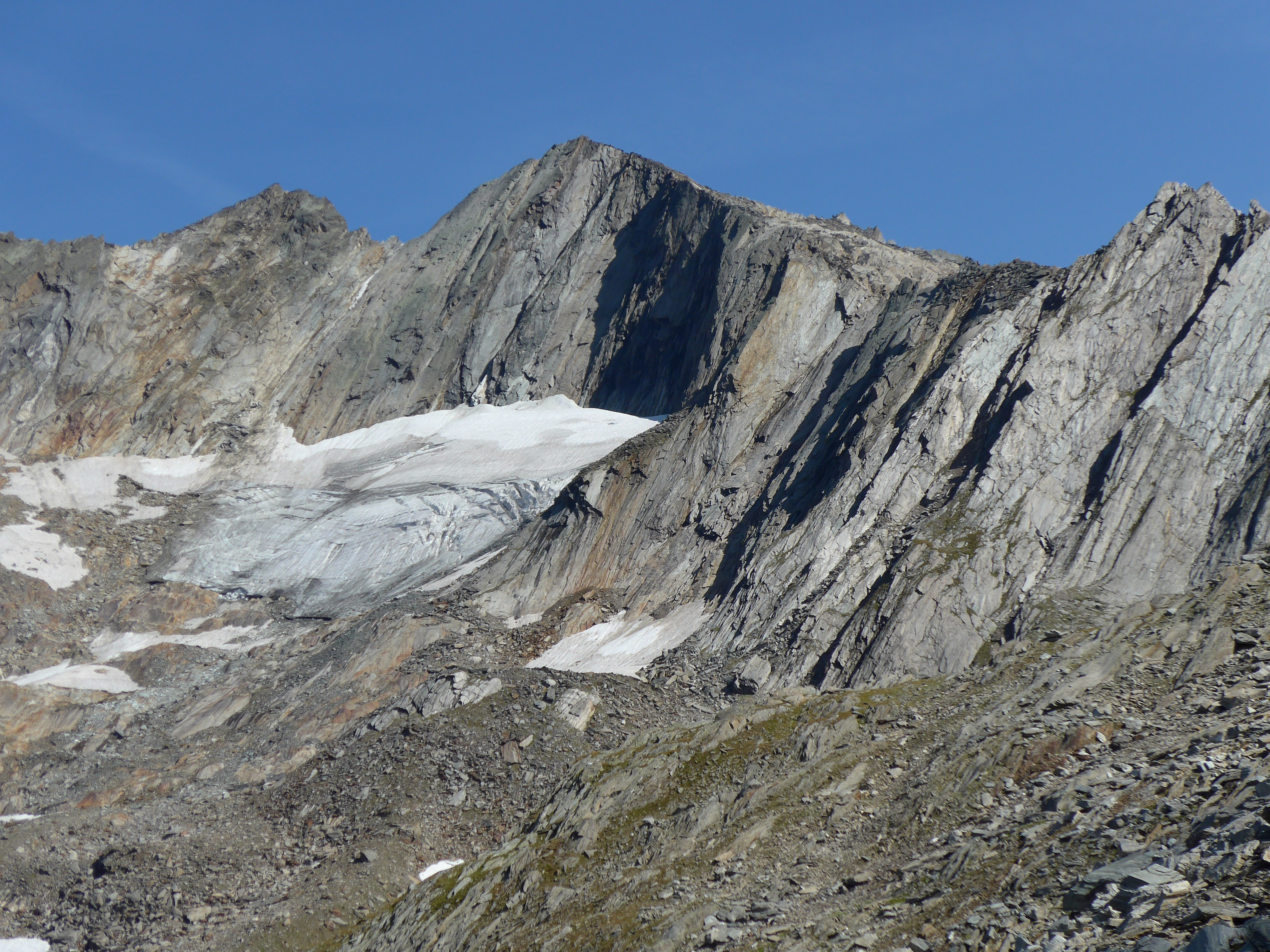

47°03′33″N 12°12′58″E / 47.059292°N 12.216075°E
上羅斯胡夫山（德語：Hoher Rosshuf），是南歐的山峰，位於奧地利和意大利接壤的邊境，屬於維內迪傑山脈的一部分，海拔高度3,199米，每年平均降雨量1,971毫米，人類在1854年首次登頂。